# Bleisarg

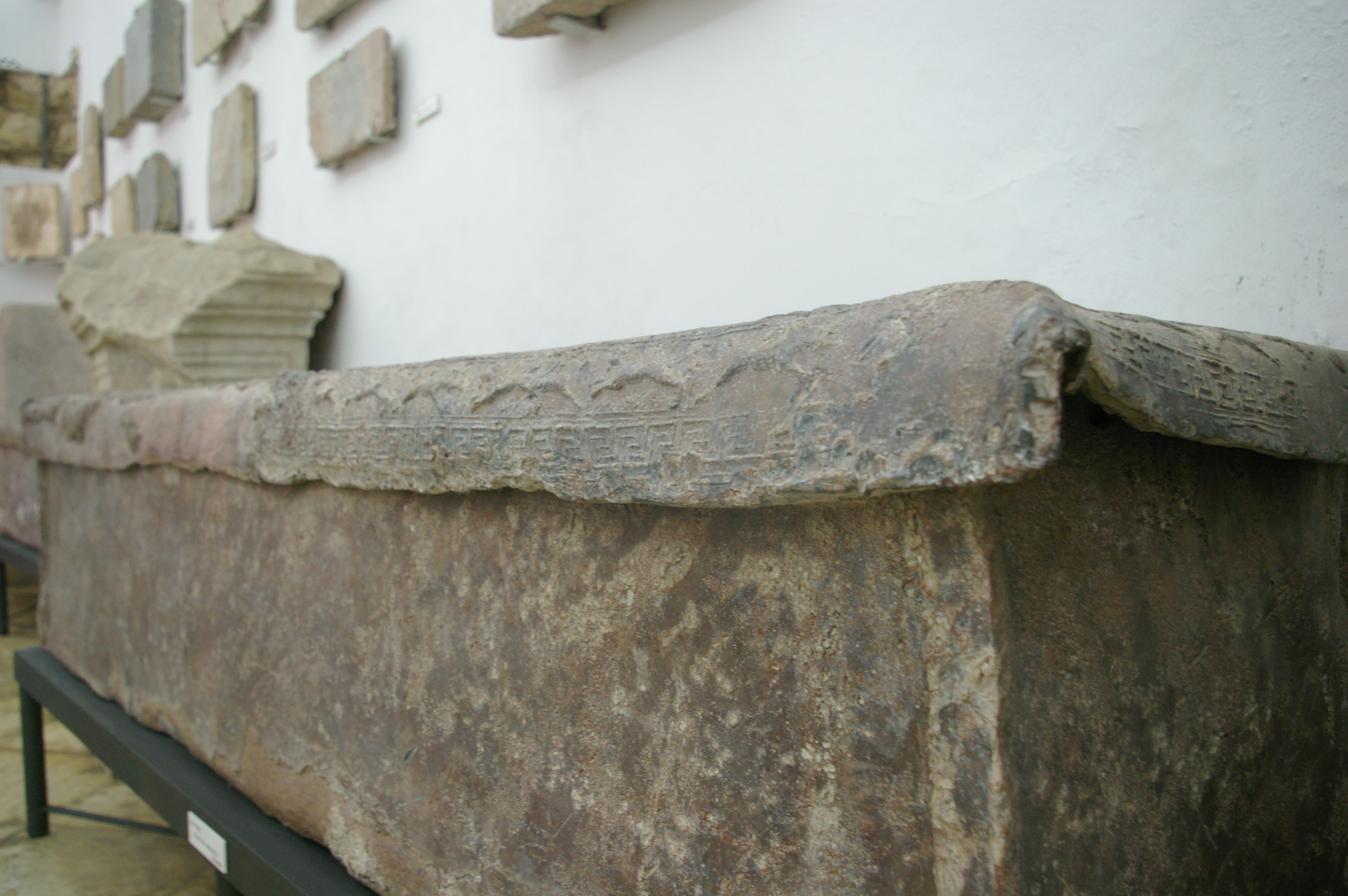
Römischer Bleisarg im Museum Córdoba, Spanien

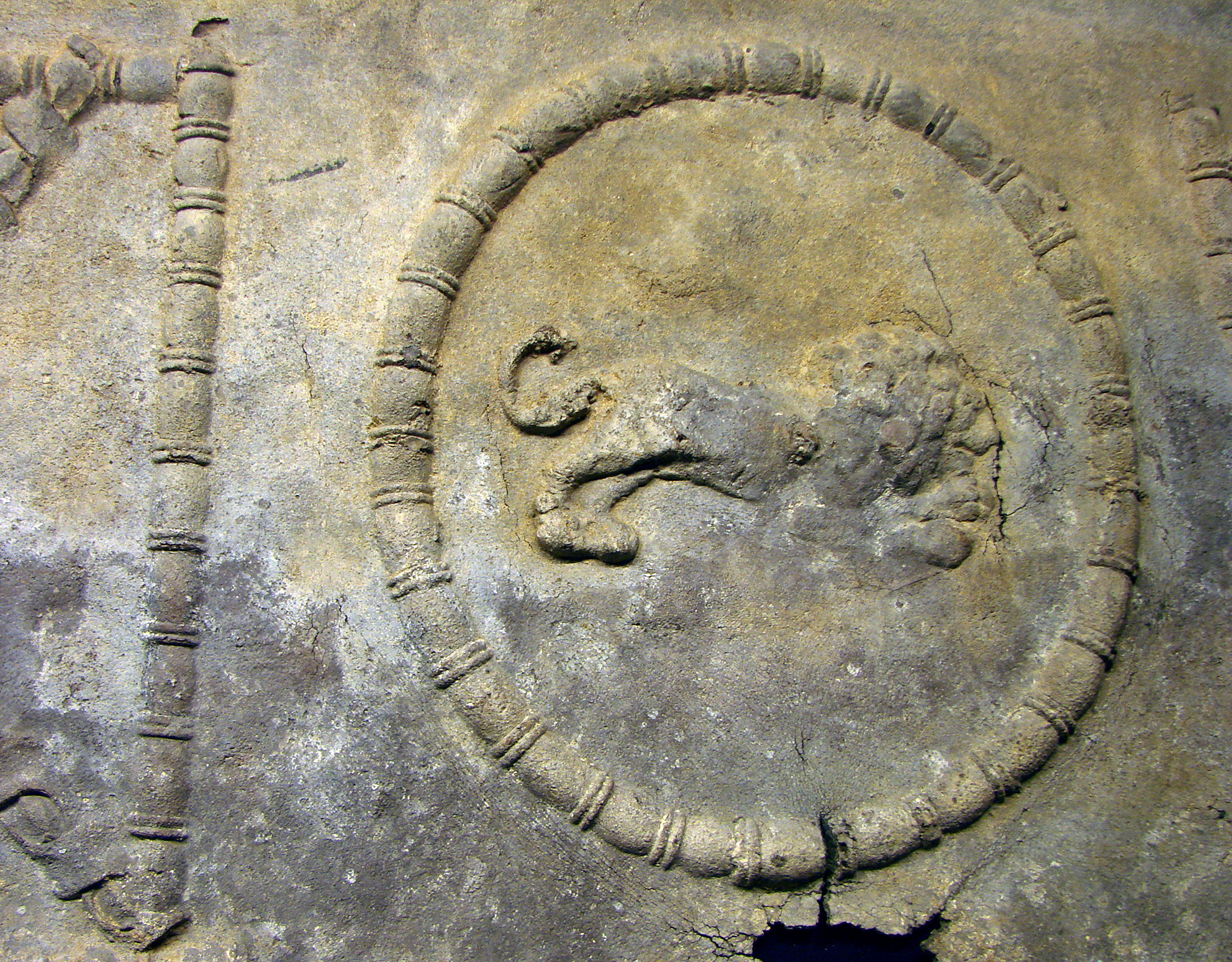
Verzierungsdetail eines Bleisarges

Ein Bleisarg ist ein Sarg, der entweder ganz aus Blei besteht oder bei dem ein hölzerner Sarg mit Bleiblechen ausgekleidet wurde. Auch Sarkophage enthielten gelegentlich einen Einsatz aus Bleiblech.
Blei ist nach Ausbildung einer Oxidschicht relativ korrosionsfest, da von allen Oxiden und Salzen des Bleis nur das Acetat und Nitrat gut wasserlöslich sind.

## Antike
In den römischen Provinzen sind Bleisärge regional in unterschiedlicher Häufigkeit verwendet worden. In Syrien und Palästina sind sie relativ häufig. Dort kommen auch viele Stücke vor, die an der Außenseite verziert sind. Dagegen wurden in Gallien zahlreiche Exemplare zur Auskleidung der Innenseite von Holzsärgen benutzt, diese sind meist unverziert. Die Isotopenanalyse von Bleisärgen aus dem Rheinland hat ergeben, dass diese aus Blei aus der nahe gelegenen Eifel angefertigt worden sind. Dies lässt sich jedoch nicht auf andere Regionen übertragen, so fanden sich bei Amiens zwar Bleisärge, Bleivorkommen gibt es dort aber nicht.

## Nachantike Bleisärge
Eine erstaunlich gut erhaltene weibliche Leiche aus dem 17. Jahrhundert wurde in Rennes (Frankreich) in einem Bleisarg gefunden.
Mit Blei ausgekleidete Särge wurden bei stark kontaminierten Opfern von Unfällen in Kerntechnischen Anlagen, so z. B. bei den drei Opfern der Leistungsexkursion des militärischen Kernreaktors SL-1 am 3. Januar 1961, verwendet.
Auch der Sarg der britischen Königin Elisabeth II. war eine zu ihrem Todeszeitpunkt etwa 30 Jahre alte Sonderanfertigung eines Eichenholzsarges, der einen inneren Bleisarg enthält. Auch der Sarg ihres bereits zuvor verstorbenen Ehemannes Prinz Philip war traditionell mit Blei ausgekleidet. Neben dem erst 2012 gefundenen Grab von Richard III. wurde ein Bleisarg mit der Leiche einer hochgestellten Frau gefunden.